# Liste der Monuments historiques in Réchicourt-le-Château
Die Liste der Monuments historiques in Réchicourt-le-Château führt die Monuments historiques in der französischen Gemeinde Réchicourt-le-Château auf.

## Liste der Bauwerke
| Bezeichnung           | Beschreibung           | Standort              | Kennzeichnung | Schutzstatus | Datum | Bild           |
| --------------------- | ---------------------- | --------------------- | ------------- | ------------ | ----- | -------------- |
| Château de Réchicourt | ab dem 15. Jahrhundert | Rue du Château (Lage) | PA00106973    | Inscrit      | 1988  | weitere Bilder |

## Liste der Objekte
| Bezeichnung | Beschreibung          | Standort                        | Kennzeichnung | Schutzstatus | Datum | Bild |
| ----------- | --------------------- | ------------------------------- | ------------- | ------------ | ----- | ---- |
| Glocke      | Bronze, 1669 gegossen | in der Kirche St-Adelphe (Lage) | PM57000942    | Inscrit      | 1990  |      |